# Clark (New Jersey)
Clark è un comune degli Stati Uniti d'America, nella contea di Union, nello Stato del New Jersey.
Prende nome da Abraham Clark, firmatario della dichiarazione di indipendenza degli Stati Uniti.

## Istruzione
Ci sono quattro scuole nella città di Clark. "Frank K. Henhly" e "Valley Road" sono le due scuole elementari. "Carl H. Kumpf" è la scuola media, e il liceo si chiama "Arthur L. Johnson".